# Soldat im Westen/Soldat am Atlantik
Der Soldat im Westen und sein Kopfblatt Soldat am Atlantik waren deutsche Feldzeitungen, die während des Zweiten Weltkriegs erschienen.

## Geschichte
Die Zeitungen hatten einen Vorläufer, den Westwall-Boten. Dieser wurde seit dem 1. September 1939 von der Propagandakompanie 612 für die 1. Armee herausgegeben. Im Verlauf des Westfeldzuges wurde die Zeitung von der PK 696 übernommen und hatte zuletzt eine Auflage von etwa 100.000 Exemplaren. Der durch den schnellen Sieg über Frankreich obsolet gewordene Titel wurde am 19. Dezember 1940 in Soldat im Westen geändert. Von diesem Tag an gab es eine Ausgabe in Nancy und eine in Paris, die sich lediglich im Lokalteil unterschieden. Die Auflage stieg bis Anfang 1941 auf 210.000 Exemplare (Paris: 135.000, Nancy: 75.000). Zu diesem Zeitraum erhielt die Zeitung auch erstmals mit Soldaten-Kameraden eine illustrierte monatliche Beilage mit einer Auflage von 50.000 Exemplaren.
Wegen der Verschiebung von Truppen (→ Balkanfeldzug, Deutsch-Sowjetischer Krieg) hatte die Nancy-Ausgabe im April 1941 nur noch eine Auflage von 42.000 Stück. Sie wurde am 15. Mai 1941 eingestellt; die Auflage für die Pariser Ausgabe wurde auf 150.000 Exemplare erhöht. Im Monat darauf wurde die Auflage auf 70.000 Exemplare gesenkt, weil einige Divisionen an andere Orte verlegt wurden. Da während dieses Zeitraums militärisch kaum etwas geschah, wurde in den Frontzeitungen wenn überhaupt an zurückliegende Einsätze erinnert; Artikel über Kunstgeschichte füllten nun vielfach die Seiten. 
Die Zeitung ging nicht nur an Angehörige der Wehrmacht, sondern auch an Pariser Hotels. Durch den Krieg gegen die Sowjetunion kam es zu einem Mangel an Papier; die Auflage wurde auf 39.000 Exemplare reduziert und Hotels wurden fortan nicht mehr beliefert. Seit dem 31. März 1942 erschien die Zeitung nur noch viermal die Woche, dies wurde im Mai jenes Jahres wieder zurückgenommen, nachdem ein Antrag bewilligt worden war, durch eine Formatverkleinerung wieder eine tägliche Belieferung zu sichern.
Die anstehenden Verlegungen der 1. und 7. Armee (Besetzung der Südzone Frankreichs) führten zur Gründung eines Kopfblattes mit dem vorläufigen Namen Front im Westen, der später in Soldat am Atlantik geändert wurde. Gedruckt wurde diese Ausgabe in Paris, von September 1942 an in Bordeaux, um aktuellere Inhalte liefern zu können. Für den Druck des Soldat im Westen war nun die Armeegruppe Felber zuständig. Der Soldat am Atlantik hatte im Oktober 1942 eine Auflage von 37.500 Exemplaren. Eine geplante Umstellung auf wöchentliche Erscheinungsweise wurde nach Protesten nicht vollzogen; die Amtsgruppe für Wehrmachtpropaganda (WPr) im Oberkommando der Wehrmacht sagte eine Prüfung der Frage zu.
Durch eine Änderung im Verteiler wurde die Auflage des Soldat am Atlantik im Februar 1944 auf 28.500 Exemplare gesenkt. Nach der alliierten Invasion wurde diese im Oktober 1944 in Front-Kurier umbenannt. Im gleichen Monat erschienen auch ein Nachrichtenblatt (Das Neueste vom Front-Kurier) und eine wöchentliche Ausgabe.
Das Datum der letzten Ausgaben ist nicht gesichert. Für die Nachrichten- und Wochenausgabe des Front-Kuriers gibt es keine genauen Angaben; die Frontzeitung ist im Januar 1945, höchstwahrscheinlich auch danach, noch erschienen. Soldat im Westen erschien zumindest bis August 1944.